# Santiago Salcedo
Santiago Salcedo, född 6 september 1981, är en paraguayansk fotbollsspelare som spelar för Club Libertad.
Santiago Salcedo spelade 6 landskamper för det paraguayanska landslaget.